# Felsőpakony, Pesta
Felsőpakony  este un sat în districtul Gyál, județul Pesta, Ungaria, având o populație de 3.281 de locuitori (2011). 

## Demografie
Componența etnică a satului Felsőpakony
     Maghiari (96,93%)
     Necunoscut (0,76%)
     Alții (2,31%)
Componența confesională a satului Felsőpakony
     Romano-catolici (27,13%)
     Fără religie (20,54%)
     Reformați (12,1%)
     Atei (1,83%)
     Greco-catolici (1,4%)
     Necunoscută (36,6%)
     Luterani (0,4%)
     Alte religii (3,32%)
Conform recensământului din 2011, satul Felsőpakony avea 3.281 de locuitori. Din punct de vedere etnic, majoritatea locuitorilor (96,93%) erau maghiari. Apartenența etnică nu este cunoscută în cazul a 0,76% din locuitori. Nu există o religie majoritară, locuitorii fiind romano-catolici (27,13%), persoane fără religie (20,54%), reformați (12,1%), atei (1,83%) și greco-catolici (1,4%). Pentru 36,6% din locuitori nu este cunoscută apartenența confesională.